# Plantago penantha
Plantago penantha är en grobladsväxtart som beskrevs av August Heinrich Rudolf Grisebach. Plantago penantha ingår i släktet kämpar, och familjen grobladsväxter. Inga underarter finns listade i Catalogue of Life.